# Římskokatolická farnost Brandov
Římskokatolická farnost Brandov (lat. Brandavia) je zaniklá církevní správní jednotka sdružující římské katolíky v Brandově a okolí. Organizačně spadala do krušnohorského vikariátu, který je jedním z deseti vikariátů litoměřické diecéze.

## Historie farnosti
Matriky jsou v místě vedeny od roku 1673. Do roku 1781 bylo území farnosti součástí farnosti Hora Svaté Kateřiny, poté se stalo její lokálií. Farnost byla zřízena v roce 1794.
Farnost existovala do 31. prosince 2012 jako součást litvínovského farního obvodu. Od 1. ledna 2013 zanikla sloučením do farnosti Horní Jiřetín.

### Duchovní správcové vedoucí farnost
Začátek působnosti jmenovaného v duchovní správě farnosti od:
- 1781   cap. resid. Jos. Dietrich
- 1794   Ignat. Hujer, n. 10. 10. 1756  Katharinaberg, o. 28. 6. 1780, † 4. 4. 1836
- 1837  Joann. Böhm, n. 28. 5. 1802 Turtschens., o. 4. 9. 1826, † 17. 9. 1868
- 1869   Anton. Kurz, n. 5. 7. 1837 Radonice, o. 29. 7. 1863
- 1878   Josef Lukas, n. 17. 3. 1845 Großlippen, o. 25. 7. 1871, † 2. 6. 1925
- 1895   Josef Röttig, n. 7 . 12. 1860 Philippsdorf., o. 17.5. 1885, † 31. 5. 1928
- 1929   Anton. Gampe, n. 4. 10. 1893 Neuehrenberg, o. 29. 6. 1917, † 25. 7. 1958
- 1. 12. 1940 Car. Thum, n. 12. 3. 1902 Rückersdorf, o. 28. 6. 1925, † 14. 4. 1991
- 2. 9. 1946 Josef Zimmerhackel
- 1. 8. 1956 Bohuslav Skácel
- 1. 10. 1956 Josef Rauer
- 3. 12. 1956 Oldřich Vinduška
- 1. 4. 1957 Tomáš Holoubek
- 1. 6. 1965 Jan Kozár
- 1. 10. 1970 Jaroslav Čuřík SDB
- 15. 9. 2001 – 31. 12. 2012  Grzegorz Czerny, admin. exc.[3]

Kromě kněží stojících v čele farnosti, působili ve farnosti v průběhu její historie i jiní kněží. Většinou pracovali jako farní vikáři, kaplani, katecheté, výpomocní duchovní aj.

## Území farnosti
Do farnosti náleželo území obcí:
- Brandov (Brandau)[p 2] se zaniklou osadou Zelený Důl (Grünthal)[p 2]

## Římskokatolické sakrální stavby a místa kultu na území farnosti
| | Fotografie | Stavba                         | Místo   | Bohoslužby                      | Zeměpisné souřadnice             | Status | Číslo kulturní památky                       |
| Kostel | Kostel     | Kostel                         | Kostel  | Kostel                          | Kostel                           | Kostel | Kostel                                       |
| --- | ---------- | ------------------------------ | ------- | ------------------------------- | -------------------------------- | --- | -------------------------------------------- |
| 1. |            | Kostel sv. Michaela archanděla | Brandov | bližší informace o bohoslužbách | 50°37′56″ s. š., 13°23′27″ v. d. | do 31. prosince 2012 farní kostel, poté filiální kostel farnosti Horní Jiřetín. V roce 1989 se mu propadla střecha, obnoven byl v roce 1993. | 42605/5-312 (Pk•MIS•Sez•Obr•WD) (Q12030907)  |
| Kaple |            |                                |         |                                 |                                  | |                                              |
| 2. |            | Kaple Vzkříšení Páně           | Brandov | bližší informace o bohoslužbách | 50°37′57″ s. š., 13°23′40″ v. d. | hřbitovní kaple | 10166/5-5620 (Pk•MIS•Sez•Obr•WD) (Q37014101) |
| Některé drobné sakrální stavby a pamětihodnosti lze dohledat zde v databázi Drobné sakrální památky Zaniklé sakrální stavby lze dohledat zde v databázi Poškozené a zničené kostely, kaple a synagogy v České republice |            |                                |         |                                 |                                  | |                                              |

Ve farnosti se mohou nacházet i další drobné sakrální stavby, místa římskokatolického kultu a pamětihodnosti, které neobsahuje tato tabulka.